# Octopoteuthis sicula
'Octopoteuthis sicula (Rüppell, 1844), también conocido como "calamar pulpo", es una especie de molusco cefalópodo perteneciente al Orden Oegopsida (familia Octopoteuthidae). Es la única especie del género Octopoteuthis registrada hasta el momento en el Mar Mediterráneo, aunque de manera general se encuentranen aguas mesopelágicas y batipelágicas de los océanos del mundo, a profundidades que oscilan entre los 200 y los 2000 metros, con una distribución predominante en zonas tropicales y templadas.
El género Octopoteuthis se caracteriza por la pérdida progresiva de los tentáculos a lo largo de su desarrollo, los cuales solo están presentes durante las etapas juveniles. Estos calamares de aguas profundas han desarrollado la bioluminiscencia como una importante adaptación al ambiente oscuro en el que habitan, utilizándola para camuflarse, defenderse y comunicarse con otros individuos.
Dentro de su cadena trófica, Octopoteuthis sicula es presa de una gran variedad de depredadores marinos, entre los que se incluyen aves marinas como los albatros, peces oceánicos como el atún, el pez espada, las lampugas y las lancetas, así como mamíferos marinos como los delfines, los cachalotes y el zifido de Cuvier, además de otros calamares como los de la especie Sthenoteuthis.

### Morfología y anatomía
Presentan un cuerpo relativamente blando y de consistencia semigelatinosa. En su forma adulta, poseen ocho brazos, aunque el par de tentáculos alimentarios característico de otros calamares y sepias solo está presente durante las etapas paralarval y juvenil muy temprana, perdiéndose a medida que el animal se desarrolla.
La longitud del manto en esta especie varía considerablemente, abarcando desde un mínimo registrado de 38mm y hasta un máximo 290mm, considerando individuos juveniles, hembras y machos maduros.
Se observa dimorfismo sexual en la especie, que no se limita únicamente al tamaño corporal, pues también se manifiesta en la textura del tejido externo de la parte anterior del manto. En las hembras, esta región presenta una superficie rugosa compuesta por franjas carnosas longitudinales, profundas, regulares o ramificadas, recubiertas por un tejido gelatinoso. Por el contrario, los machos muestran una rugosidad menos pronunciada en la parte anterior del manto, sin franjas definidas. En su lugar, presentan arrugas irregulares, superficiales y delicadas, localizadas únicamente en las superficies laterales.

### Tamaño
Las hembras adultas de esta especie presentan una longitud del manto que por lo general oscila entre 195mm y 290mm, con una masa corporal que varía entre 328g y 700g. En contraste, los machos muestran una longitud del manto que va desde los 117mm hasta los 200mm, y su peso corporal se encuentra en un rango que va desde los 96g y hasta los 476g.

### Reproducción
Comportamiento de apareamiento: Los machos llevan a cabo una serie de exhibiciones con el objetivo de atraer la atención de las hembras. Durante el proceso de cópula, el macho se adhiere a la hembra e introduce el hectocotilo (una estructura especializada) en la cavidad del manto de la hembra, donde generalmente ocurre la fecundación. Tanto los machos como las hembras suelen morir poco tiempo después del desove, completando así su ciclo reproductivo.
Ciclo de vida: El desarrollo comienza con la eclosión de los embriones en una fase planctónica, en la cual permanecen flotando libremente en la columna de agua. Posteriormente, atraviesan un periodo de crecimiento y transformación antes de adaptarse a una vida bentónica como adultos.